# Minettia infuscata
Minettia infuscata är en tvåvingeart som beskrevs av Malloch 1928. Minettia infuscata ingår i släktet Minettia och familjen lövflugor.
Artens utbredningsområde är Panama. Inga underarter finns listade i Catalogue of Life.